# Szemlőhegy
Szemlőhegy (egybeírva) Budapest egyik  városrésze a II. kerületben. 

## Fekvése
Határai: Barlang utca a Ferenchegyi úttól - Felső Zöldmáli út - Alsó Zöldmáli út - Pusztaszeri út - Felhévízi utca és a belőle délnek futó sétány - Kavics utca - Vérhalom utca - Vérhalom tér keleti és északi oldalán álló épületek - Cimbalom utca - Pusztaszeri út - Ferenchegyi út a Barlang utcáig.

## Története
1847-ben, Döbrentei Gábor dűlőkeresztelője alkalmával a 232 m magas Josephberg (magyarul Józsefhegy) kapta a Szemlőhegy nevet, emlékeztetve arra, hogy Buda 1686-os visszafoglalása során a tüzérség megfigyelői itt foglaltak helyet, innen „szemlélődtek”.